# 织合玛乡
织合玛乡，是中华人民共和国青海省海西蒙古族藏族自治州天峻县下辖的一个乡镇级行政单位。

## 行政区划
织合玛乡下辖以下地区：
吉刚牧委会、加吉牧委会、加陇牧委会、多玉牧委会、曲陇牧委会和达尔那牧委会。